# Mad Tea Party
Mad Tea Party, Alice's Tea Party of Mad Hatter('s) Tea Cups is een theekopjesattractie in het Disneyland Park in Anaheim, het Magic Kingdom, Tokyo Disneyland, het Disneyland Park in Parijs en Hong Kong Disneyland en staat in het themagebied Fantasyland.
De eerste versie van Mad Tea Party in Disneyland Anaheim werd gebouwd door Arrow Development.
De theekopjesattractie is gebouwd rondom de verhalen en films van Alice in Wonderland. De theekopjesattractie bestaat uit één grote draaischijf met daarin drie kleine draaischijven, waarop zes theekopjes staan. In totaal komt dit dus neer op achttien theekopjes in de gehele attractie.
Een variant op de Mad Tea Party-attracties is te vinden in Shanghai Disneyland: Hunny Pot Spin. Daar is deze attractie herontworpen naar het thema van Winnie de Poeh.

## Afbeeldingen

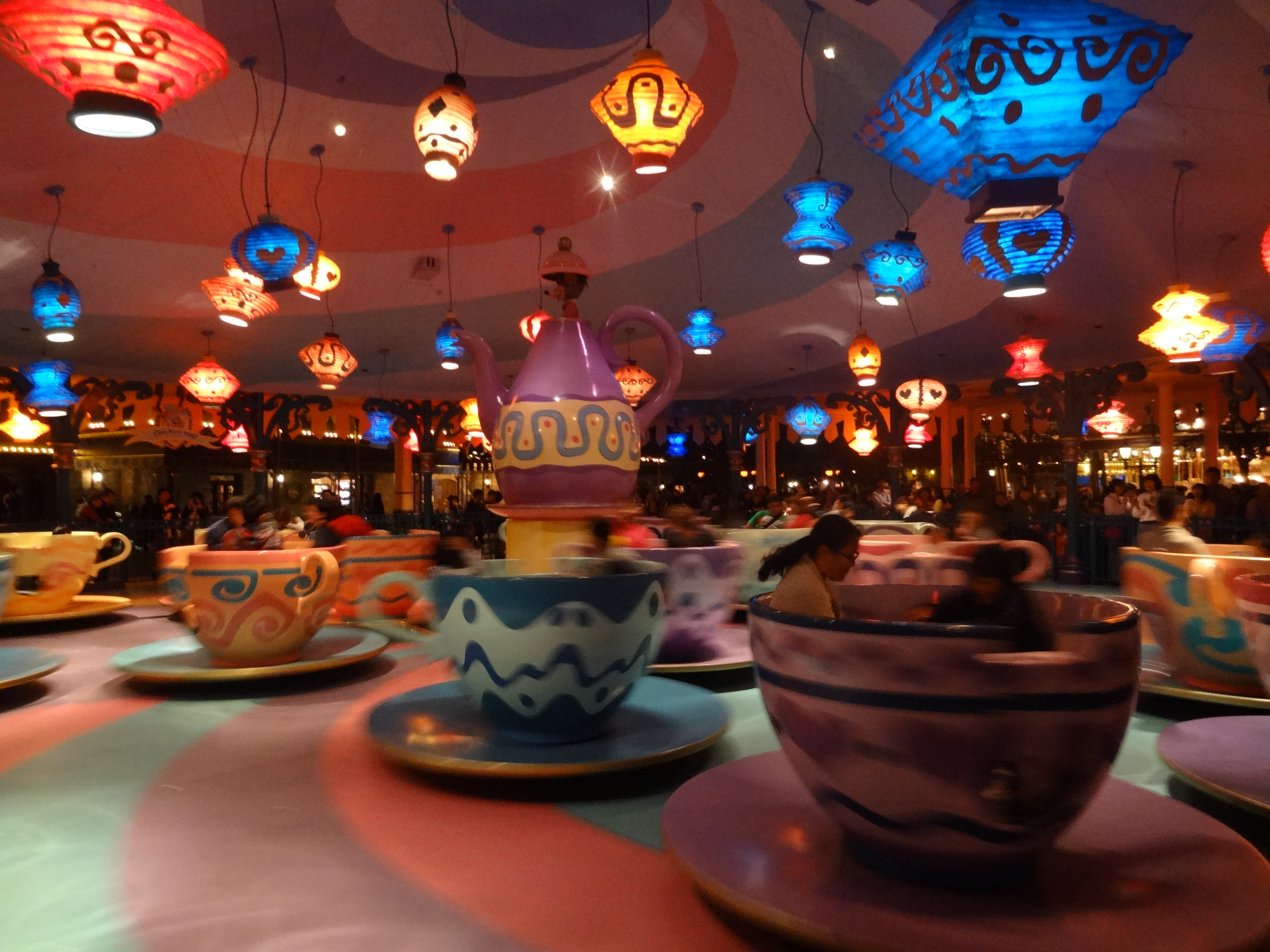
De variant in Tokyo Disneyland

Disneyland Resort · Lijst van attracties in Disneyland Park · Sleeping Beauty Castle · afbeeldingen
Disneyland Paris · Lijst van attracties in Disneyland Park · Le Château de la Belle au Bois Dormant · afbeeldingen
Walt Disney World Resort · Cinderella Castle · Lijst van attracties in Magic Kingdom · Afbeeldingen
Tokyo Disney Resort · Lijst van attracties in Tokyo Disneyland · Cinderella Castle · afbeeldingen